# Gカップ敏感聖徒会長 〜乳フェチ・乳揉み編〜
『Gカップ敏感聖徒会長 〜乳フェチ・乳揉み編〜』（ジーカップびんかんせいとかいちょう 〜ちちフェチ・ちちもみへん〜）とは、2007年12月28日にみるくぱいから発売されたアダルトゲーム。

## 1日目
高校二年生、龍徳寺右京は星座占いを見ていた。
山羊座の運勢は二番目によく、自身の星座であるふたご座の運勢は最下位であった。
そしてこうも言っていた。「山羊座は粘りが功を成し、ふたご座はとんでもないことを頼まれると。」
学校へ行った右京は普通に授業を受けてのんびりしていたが、親友の定家から伝言を伝えられる。

## 登場人物
龍徳寺 右京（りゅうとくじ うきょう）
声 - なし　
主人公。1990年生まれのふたご座。鷹崎学園の高校二年生。巨乳や爆乳を第一に愛する「おっぱい星人」。地域で一番大きい病院を経営している龍徳寺家の御曹司でもある。学園の内部事情には疎く、生徒会長の麻里沙の事も当初は知らなかった。一週間に二回は遅刻しているなど授業態度は悪いが、実際の学力と知能は非常に高く、鎌木にオセロで多く戦って全勝している。また喧嘩も強いようで空手の有段者でもある鎌木に12回戦って12回とも勝っている。
麻生 麻里沙（あそう ありさ）
声 - 逢川奈々　
この作品のヒロイン。1989年生まれの山羊座。鷹崎学園の高校三年生であり生徒会長。眼鏡をかけたスタイルの良い美人であり、そしてバストはGカップの94cmを誇る。左京とは一年の頃に同じクラスだった。態度は厳格だが、内面では嫌なことが溜まり「ぶっころしてやる」と思うことがあるなど感情の起伏が激しい面がある。文芸部にも入っている。「時には斜め上も大事」という発想から変人として知られている右京を生徒会に加入させようとするが、何回も断られてしまい、最終的に「おっぱいを見せてくれたら考える」という提案に乗ってしまい、当初は本当に見せるだけのはずが、次第に裸の付き合いをすることになる。胸が尋常でないほどに感じやすく、もまれるたびに過剰に喘ぎ、そしてイク。当初はエッチに積極的ではなかったが、エッチを重ねるごとに本能的に性技を会得して右京を驚かせることが多くなった。
龍徳寺 左京（りゅうとくじ さきょう）
声 - なし　
右京の一つ年上の兄。1989年生まれ。鷹崎学園の高校三年生。勉強家であり、学年成績は一位。
二宮 定家（にのみや さだいえ）
声 - なし　
右京の従兄弟で親友。名前が似ていることから定食屋と呼ばれている。軽音をやっている。二年での学年成績は一位など極めて優秀。
鎌木 好兼（かまき）
声 - なし　
右京の同学年。歯科医院の子息であり、祖父は学園の理事長でもある。通称はカマキリ。空手の有段者。学泉成績の一位を取った定家を逆恨みして暴力をふるい「先生に言ってなかったことにしろ」というなど、性格は我儘。麻里沙を狙っており、今までに麻里沙が生徒会の副会長に推薦した男子はすべて鎌木が圧力でつぶしていたとのことであり、麻里沙の天敵とも言える人物。